# José Miguel Lanza

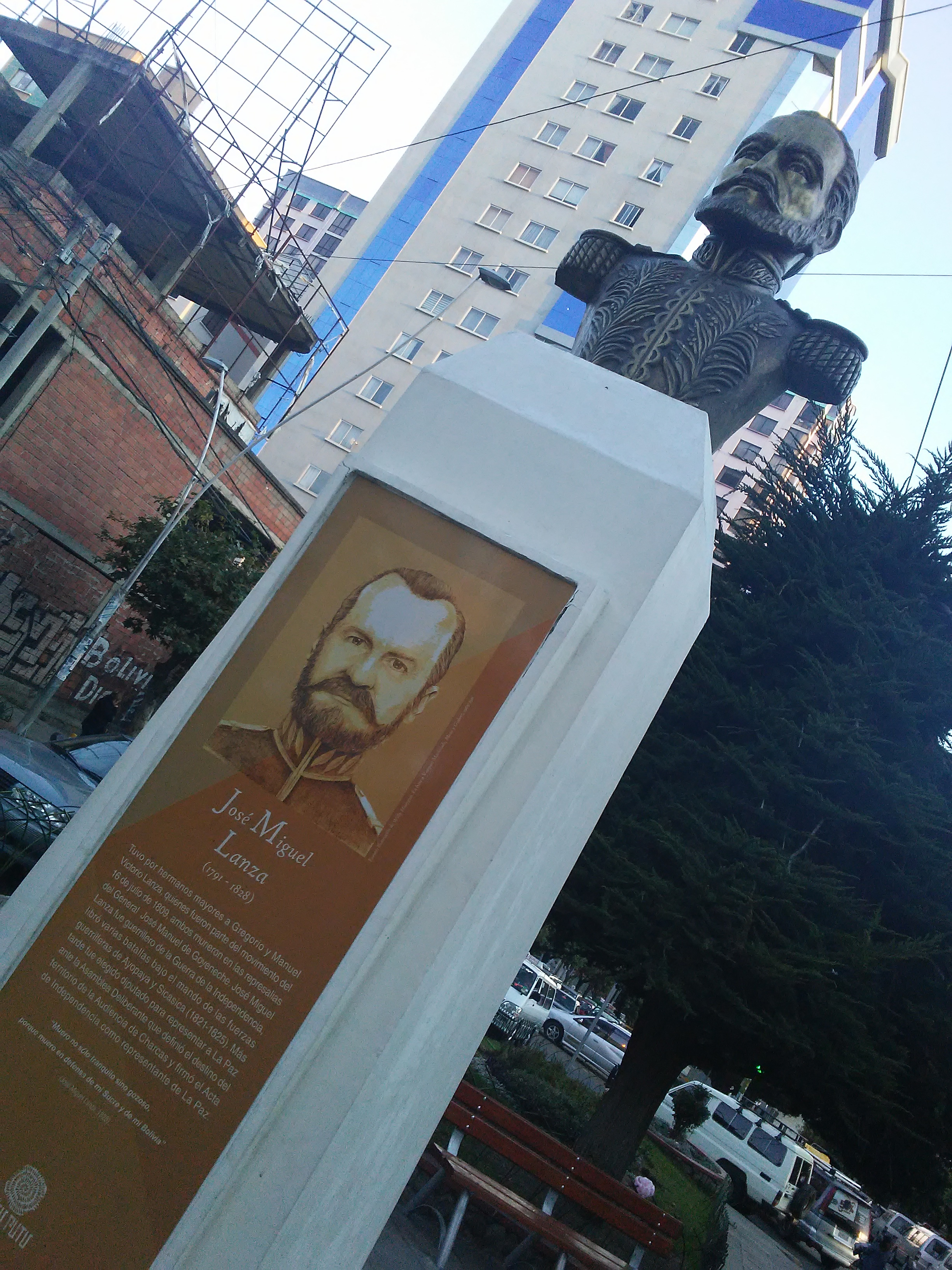
Busto de José Miguel Lanza em monumento protegido em Santa Cruz, na Bolívia.

José Miguel García Lanza (La Paz, Bolívia, 1779 — La Paz, 1828) foi um militar e líder guerrilheiro altoperuano, chefe militar na guerra de independência da Bolívia. 
Foi o único caudilho de uma republiqueta do Alto Peru que não deixou de lutar contra os realistas, e um dos poucos sobreviventes da guerra de independência da Bolivia. É considerado como o fundador do Exército Boliviano.